# Bipinnula polysyka
Bipinnula polysyka es una especie de orquídea originaria de Sudamérica.

## Descripción
Es una rara orquídea de pequeño tamaño. Tiene hábitos terrestres y prefiere el clima fresco. Tiene tubérculos subterráneos y hojas caducas largas y agudas, que aparecen en una roseta basal. Florece justo antes de la primavera en una inflorescencia erecta de 25 cm de largo, con flores individuales envueltas por brácteas. Las hojas vuelven a aparecer en el otoño en una roseta en la base y sólo se encuentran en los pastizales no perturbados. Están en peligro de extinción debido a la pérdida de hábitat.

## Distribución y hábitat
Se distribuye por Uruguay y el área de Buenos Aires de la Argentina en los pastizales de tierras altas.

## Taxonomía
Bipinnula polysyka fue descrito por Friedrich Wilhelm Ludwig Kraenzlin y publicado en Botanische Jahrbücher für Systematik, Pflanzengeschichte und Pflanzengeographie 9: 317. 1887
Etimología
Ver: Bipinnula